# Paderne (Oza-Cesuras)
Paderne (llamada oficialmente Santiago de Paderne) es una parroquia española del municipio de Oza-Cesuras, en la provincia de La Coruña, Galicia.

## Entidades de población
Entidades de población que forman parte de la parroquia:
- Cubelo (O Covelo)
- Duño
- Fabás
- Iglesia (A Igrexa)
- Monte (O Monte)
- Nabás
- Recebío
- Regueiro (O Regueiro)
- Sanches (As Sanches)
- Souto (O Souto)
- Taboada

## Despoblado
- Espiñeira (A Espiñeira)

## Demografía
| Gráfica de evolución demográfica de Paderne entre 2000 y 2019 |
|                                                               |
| Datos según el nomenclátor publicado por el INE.              |